# Orotidin 5'-monofosfat
Orotidin 5'-monofosfat (OMP), takođe poznat kao orotidilna kiselina, je pirimidindionski nukleotid koji je zadnji intermedijar u biosintezi uridin monofosfata.
Kod ljudi, enzim UMP sintaza konvertuje OMP u uridin 5'- monofosfat. Ako je UMP sintaza defektivna, može doći do orotičke acidurije.

## Literatura
1. ↑   уреди
2. ↑  Evan E. Bolton; Yanli Wang; Paul A. Thiessen; Stephen H. Bryant (2008). „Chapter 12 PubChem: Integrated Platform of Small Molecules and Biological Activities”. Annual Reports in Computational Chemistry. 4: 217—241. doi:10.1016/S1574-1400(08)00012-1.
3. ↑  Winkler, J. K.; Suttle, D. P. (1988). „Analysis of UMP synthase gene and mRNA structure in hereditary orotic aciduria fibroblasts”. American Journal of Human Genetics. 43 (1): 86—94. PMC 1715274 . PMID 2837086.
4. ↑  Bailey CJ (2009). „Orotic aciduria and uridine monophosphate synthase: A reappraisal”. J. Inherit. Metab. Dis. 32: 227—233. PMID 19562503. S2CID 13215215. doi:10.1007/s10545-009-1176-y.